# Kryptovalutabörs
En kryptovalutabörs är ett företag som erbjuder kunder att köpa och sälja kryptovalutor, liknande en traditionell valutabörs. Kryptovalutabörser kan acceptera kreditkortsbetalningar, banköverföringar eller andra former av betalningar i utbyte mot kryptovalutor som Bitcoin.
Vissa kryptovalutabörser som också fokuserar på andra tillgångar som aktier, som Robinhood och Etoro, låter användare köpa men inte ta ut kryptovalutor till externa kryptovalutaplånböcker. Dedikerade kryptovalutabörser som Binance och Coinbase tillåter dock uttag av kryptovaluta.

## Tjänsteleverantör
I november 2021, Yahoo! via den nya decentraliserade kryptobörsen som heter CoinPal.eu. Detta gör att Bitcoin kan betalas ut till Paypal.